# Lithacodia pyrophora
Lithacodia pyrophora är en fjärilsart som beskrevs av George Francis Hampson 1914. Lithacodia pyrophora ingår i släktet Lithacodia och familjen nattflyn. Inga underarter finns listade i Catalogue of Life.